# L'Arumí
L'Arumí és una masia del municipi de Folgueroles (Osona) inclosa en l'Inventari del Patrimoni Arquitectònic de Catalunya.

## Descripció
Masia de planta en forma de "L". La part més llarga del rectangle està formada a quatre vessants i de la part central sobresurt una llanterna coberta de la mateixa manera, a la part sud-oest s'hi adossa l'altre cos. La part de migdia s'abriga sota la mateixa vessant de la casa i les aigües del mur de ponent i del nord vessen als sectors respectius. Consta de planta baixa i dos pisos. A tramuntana s'hi forma un clos tancat, la lliça, i el portal d'accés a la casa, rectangular, comunica amb l'habitació de la dreta a la qual s'adossa una escala que mena al primer pis, des d'on es dona accés a l'habitatge dels amos. En aquesta es disposen un balcó de pedra i arcades de maó. Al segon pis hi ha un porxo. A migdia s'hi adossa un cos de construcció recent. La llanterna té obertures d'arc de mig punt i s'usa com a colomar. La resta d'obertures són rectangulars. Al nord de la lliça hi ha coberts de construcció recent. A ponent, portal amb llinda amb la data de 1802.

## Història
Antiga masia registrada en els fogatges de la parròquia i terme de Santa Maria de Folgueroles de l'any 1553; aleshores habitava el mas un tal Antoni Aromir. Actualment pertany al patrimoni dels senyors Vergés que són propietaris del mas Comelles a Muntanyola, de la Roca de Perafita i de la Casanova i el Molí de la Casanova. Malgrat tenir part de l'habitació destinada als amos, està habitada pels masovers.